# Evan Barry
Evan Barry (* 10. Mai 1990 in San Diego) ist ein US-amerikanischer Volleyballspieler.

## Karriere
Barry spielte zunächst an den kalifornischen Stränden. Als Jugendlicher war er im Beachvolleyball aktiv. Er wurde 2007 Zweiter und 2008 Sieger der nationalen U18-Meisterschaft. 2010 belegte er mit Tony Ciarelli den fünften Platz bei der U21-Beachvolleyball-Weltmeisterschaft in Alanya. Von 2005 bis 2008 spielte er an der Torrey Pines High School Volleyball. 2009 begann er sein Studium an der Stanford University und war in der Universitätsmannschaft aktiv. In seinem letzten Jahr in Stanford erreichte er 2012 mit dem Team den dritten Platz der nationalen Meisterschaft. Anschließend wechselte der Zuspieler nach Schweden und führte Örkelljunga VK als Kapitän auf den vierten Platz der Liga. 2013/14 spielte er beim deutschen Bundesligisten evivo Düren. 2014 kehrte er in die USA zurück, um sein Studium fortzusetzen. Seit 2017 spielt er für Academy United aus San Francisco in der neuen amerikanischen NVA-Profiliga.